# Оптичний контраст
Контраст оптичний — розрізнення предмета спостереження від навколишнього фону (тла). Візуальне сприйняття об'єкту можливе лише за наявності контрасту між об'єктом і фоном. Контраст {\displaystyle K} визначається відношенням різниці яскравостей об'єкта спостереження {\displaystyle B_{1}} і фону {\displaystyle B_{2}} до однієї з цих яскравостей:
{\displaystyle K={{B_{1}-B_{2}} \over B_{1}}}
Коли об'єкт має абсолютний контраст, то {\displaystyle K=1} при його відсутності (об'єкт зливається з тлом) {\displaystyle K=0}. Мінімальна величина {\displaystyle K}, при якій око сприймає сусідні деталі, називається межею контрастної чутливості ока. Вона залежить від яскравості об'єкта і тла, його кутового розміру і чіткості контуру об'єкта на тлі.